# Accord international sur le café
Pour les articles homonymes, voir AIC.

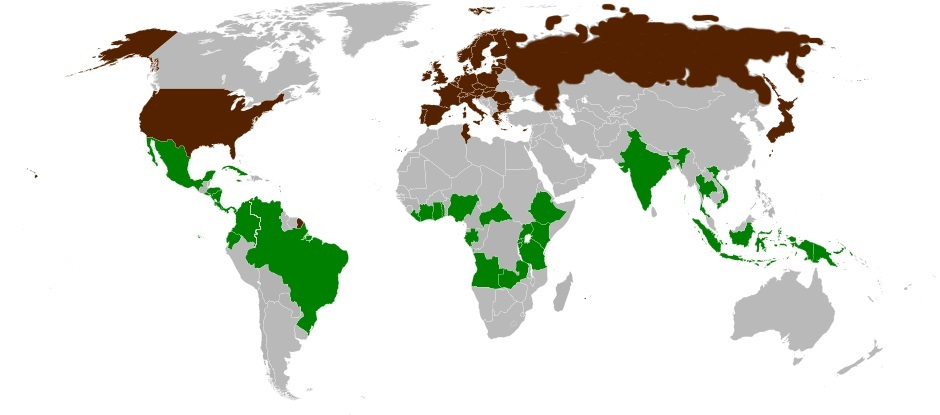
Carte du monde sur l'accord

L'Accord International sur le Café (AIC) est un des grands Accords internationaux de produits de base signés au XXe siècle dans le domaine des matières premières. Il est conçu afin de maintenir les quotas des pays exportateurs et de garder les prix du café élevés et stables sur le marché. L'Organisation Internationale du Café (OIC), l'entité de contrôle de l'accord représente les principaux producteurs de café et la majorité des pays consommateurs. L'accord de 2007 fait état de 42 membres exportateurs et de 7 pays importateurs (l'Union européenne regroupant tous les États membres compte pour un membre).

## Histoire
Le premier accord entre les pays producteurs et les pays consommateurs de café fut signé en 1962, deux ans après l'indépendance de la Côte d'Ivoire. Il fut institué pour une durée de cinq ans, et depuis lors il y eut six accords consécutifs, en 1968, 1976, 1983, 1994, 2001 et 2007. À partir de 1989, il n'est plus que symbolique, sa durée réelle n'aura donc été que d'un peu plus d'un quart de siècle. 

### Contexte
Le précurseur de l'AIC fut l'Accord Inter-Américain du Café établi pendant la Seconde Guerre mondiale. La guerre avait créé les conditions favorables pour un accord latino-américain sur le café : les marchés européens étaient clôturés, le prix du café en déclin et les États-Unis craignaient que les pays latino-américains, spécialement le Brésil, puissent être tentés par les idéologies nazies ou communistes.
En 1940, les États-Unis acceptèrent de limiter leur importation à un quota de 15.9 million de sacs et les autres pays latino-américains acceptèrent de limiter leur production. L'accord eut un effet immédiat, le prix du café avait pratiquement doublé à la fin 1941. À la fin de la guerre, en 1945, le prix du café augmenta continuellement, jusqu'en 1955-57 où un certain équilibre économique fut atteint.
Les producteurs cherchèrent à trouver des moyens pour maintenir le prix du café, ce qui entraîna la création du premier Accord International sur le Café. Un prix-cible fut fixé et des quotas d'exportation attribués à chaque pays exportateur. Lorsque l'indicateur de prix mis en place par le Conseil International sur le Café tombait en-dessous du prix-cible, les quotas étaient diminués; lorsqu'il le dépassait, les quotas étaient augmentés. Bien que ce système ait eu ses imperfections, il a quand même réussi à augmenter et à stabiliser le prix du café.
L'accord s'est instauré parce qu'à un moment déterminé, il était le résultat d'un consensus entre les acteurs engagés dans la production, l'exportation, et la transformation du café : il assura aux consommateurs un approvisionnement suffisant et régulier et aux producteurs des débouchés et des prix rémunérateurs. 
Le Conseil International sur le Café a été créé en 1963 dans le but d'administrer les clauses de l'accord et de superviser les mécanismes en place. Jusqu'en 1986, le Conseil sur le Café, l'entité décisionnaire de l'Association Internationale sur le Café, a approuvé les quotas d'exportation. 
L'accord international sur le café visait au contingentement des exportations, fourchettes de prix révisées annuellement pour chaque type de café et fonds de diversification destiné à financer la reconversion des cultures en cas de très forte surproduction. Son exemple a été suivi dans le domaine du cacao, marché également important pour la Côte d'Ivoire. Une première conférence des Nations unies a eu lieu à la demande du Groupe d'étude du cacao de la FAO, du 26 septembre au 24 octobre 1963, pour étudier un des Accords internationaux de produits les plus demandés. L'objectif était  d'imposer de quotas de vente (variables) aux pays produisant plus de 10 000 tonnes de cacao par an, sauf ceux produisant la meilleure qualité, la fixation d'un prix international et la création d'un fonds financé par les exportateurs pour aider les pays producteurs à supporter la charge des stocks qu'impliquait automatiquement le respect des quotas.

### Effondrement de l'accord en 1989
En 1989, l'Organisation Internationale du Café (OIC) ne parvint pas à s'entendre sur de nouveaux quotas d'exportation, causant ainsi l'effondrement du système et la disparition de l'accord. Définir des quotas d'exportation en fonction des volumes de café produits avait encouragé la surproduction au détriment de la qualité. La disparition de l'Accord international et la fin du système de quotas entraîna des faillites spectaculaires. Les États qui avaient centralisé l'offre, déplaçant les grandes maisons internationales de négoce, se sont désengagés. Les négociants tendent à réapparaître, moins nombreux et adossés aux géants de l'agro-alimentaire, tandis que le marché est devenu, à terme, le centre de fixation des cours internationaux. La question de la qualité au premier plan.
Le différend a été engendré par le changement des goûts des consommateurs pour des cafés plus doux et de qualité supérieure. Avec les quotas conservés de l'Accord de 1983, le changement augmenta la valeur du café plus doux au détriment des variétés plus traditionnelles tel que le Robusta par exemple. Le Brésil, le pays producteur de café le plus puissant au monde, refusa, par exemple, de réduire ses quotas pensant que cela diminuerait leur part de marché,. Les consommateurs, avec les États-Unis à leur tête, demandèrent du café de meilleure qualité et la fin des ventes à tarifs réduits à des pays non-membres de l'organisation,. Les États-Unis critiquèrent le Brésil qui n'acceptait pas de réduire ses quotas alors que le marché mondial s'effondrait depuis 1980. Jorio Dauster, chef de l'Institut d'état de contrôle du Café brésilien décrivait son pays comme « un producteur hautement efficace » et était persuadé que le Brésil pouvait survivre sans l'aide de l'OIC,. 
Réalisant qu'il serait impossible d'établir un nouvel accord avant la date d'expiration de celui en cours prévue pour le 1er octobre 1989, le Conseil International sur le Café, entité suprême de l'OIC, décida de suspendre les quotas d'exportation en date du 4 juillet 1989. Le prix indicateur de l'OIC avait chuté de 1,34 $ la livre à 0.77$ la livre.

## Membres
L'accord 2007 actuel entra en vigueur le 2 février 2011 quand il fut accepté par 2/3 des gouvernements des pays importateurs et exportateurs. À partir de 2013, il comptait 51 membres, dont 44 exportateurs et 7 importateurs (l'Union Européenne représentant l'ensemble de ses 28 pays membres). Selon l'OIC, ses membres représentent 97% de toute la production de café et 80% de la consommation.

### Membres exportateurs (42)
- Angola
- Bénin
- Bolivie
- Brésil
- Burundi
- Cameroun
- République Centrafricaine
- Colombie
- Costa Rica
- Côte d'Ivoire
- Cuba
- Équateur
- Salvador
- Éthiopie
- Gabon
- Ghana
- Guatemala
- Guinée
- Haïti
- Honduras
- Inde
- Indonésie

- Jamaïque
- Kenya
- Liberia
- Malawi
- Mexique
- Nicaragua
- Panama
- Papouasie-Nouvelle Guinée
- Paraguay
- Philippines
- Rwanda
- Sierra Leone
- Tanzanie
- Thaïlande
- Timor oriental
- Togo
- Ouganda
- Vietnam
- Yémen
- Zambie
- Zimbabwe

### Membres importateurs (7)
- Japon
- Norvège
- Russie
- Suisse

- Tunisie
- États-Unis

- Union Européenne